# Gouvernement autonome du Khorasan
2 avril 1921 – 6 octobre 1921
Entités précédentes :
- Empire kadjar

Entités suivantes :
- Empire kadjar

Le gouvernement autonome du Khorasan était un État militaire de courte durée établi dans au Khorassan (Iran). Il a été officiellement créé lors d’un coup d’État le 2 avril 1921 et s’est effondré quelques mois plus tard, le 6 octobre 1921. La zone administrée par l'État s'étendait sur environ 388 332 kilomètres carrés et sa capitale était Mashhad,.

## Création
Le 2 avril 1921, le colonel Pesyan, chef de la gendarmerie du Khorasan, et son cousin le général Heydargholli Pesyan, commandant de la brigade cosaque iranienne, font destituer Ahmad Qavam, gouverneur général du Khorasan, lors d'un coup d'État militaire. Qavam et de nombreuses autres figures dominantes de Khorasan sont accusés de fraude fiscale, dont les preuves ont été fournies à Pesyan par un Belge nommé Dubois, alors directeur des recettes de Khorassan.
Alors que Qavam est emprisonné à Téhéran, Pesyan est déclaré gouverneur général du Khorasan, et le dirige de manière indépendante, bien qu'il soit un partisan de Seyyed Zia'eddin Tabatabai, alors Premier ministre de la Perse.
En mai 1921, Qavam est libéré de prison et Tabatabaee n'est plus Premier ministre. Qavam  devient Premier ministre et planifie une vengeance contre Pesyan. À compter du 30 mai 1921, Pesyan déclare le Khorassan totalement autonome et crée le Comité national du Khorasan. Le comité se lance dans un programme de plans et de réformes, mais se heurte à une opposition farouche de la part de certains chefs tribaux et religieux.

## Lutte
Plusieurs chefs de tribus qui avaient perdu la plupart de leurs richesses et de leurs biens à cause des programmes de réforme de Pesyan ont été soutenus par le gouvernement de Qavam. Ainsi, le 11 août 1921, la première bataille a eu lieu entre un détachement de gendarmes dans un village près de Kariz, à la frontière avec l'Afghanistan, et les forces du chef hazara Shuja al-Mulk. Les gendarmes sont vaincus et s'enfuient à Mashhad. Cette défaite a entraîné la nomination du rival de Shuja al-Mulk, Shawkat al-Dowlah, au poste de gouverneur de Torbat-e-Jam, avec pour mission de faire face aux troubles et l'envoi d'importantes forces de gendarmerie le 20 août 1921.
En septembre 1921, les forces de gendarmerie de Kariz, Torbat-e-Jam, Torbat-e Heydarieh vainquirent la forte force de la confédération tribale des Hazaras, Baloutches et Turcs, dans une bataille qui eut lieu à Bakharz. Shuja a fui vers l'Afghanistan et les troubles tribaux dans le sud-est ont été stoppés.
Le 3 octobre 1921, Pesyan lui-même partit au combat, menant personnellement ses 150 gendarmes pour combattre une force tribale de la coalition kurde qui comptait plus de 1 000 hommes, dirigée par Sardar de Bojnurd et Taj Mohammad Khan de Quchan, qui furent également aidés financièrement et militairement par le Gouvernement britannique et persan d'Ahmad Qavam. Pesyan et sa petite armée furent encerclés par les Kurdes et massacrés. La tête de Pesyan a été coupée comme preuve de sa mort et envoyée à Qavam.

## Dissolution
Après la mort de Pesyan, le comité n'est plus uni. Une nouvelle rivalité s'installe entre Nowzari et Ismail Khan Bahador, partisans de Pesyan. Nowzari réussit à s'emparer du Khorasan et se rendit au gouvernement perse. En novembre 1921, une forte force militaire composée de gendarmes et de cosaques arrive à Mashhad et confie les tâches administratives au nouveau gouverneur général de la province.